# 윤승근
윤승근(尹承根, 1955년 3월 7일 ~ , 강원도 고성군)은 대한민국의 정치인이다. 제35대 강원 고성군수이다.

## 학력
- 1963 ~ 1968 거진초등학교 졸업
- 1968 ~ 1971 고성중학교 졸업
- 1972 ~ 1975 고성고등학교 졸업
- 2009 ~ 2014 경동대학교 사회복지경영학 학사

## 경력
- 1989 ~ 2014.06: 아모레 퍼시픽 설악점 대표
- 1991.01 ~ 1991.12: 제13대 고성청년회의소회장
- 1995 ~ 1998: 제4대 강원도의회 의원
- 2004 ~ 2013: 유암문화장학재단 이사
- 2006 ~ 2011: 고성군축구연합회 회장
- 2009 ~ 2010: 고성중고등학교 총동문회 회장
- 2010 ~ 2012: 한나라당 강원도당 부위원장
- 2011 ~ 2013: 강원고성신문 발행인
- 2011 ~ 2014: 고성중고총동문회 장학재단 이사장
- 2012: 고성군문화원 이사
- 2014.7 ~ 2018.6: 제35대 강원 고성군수
- 2014.7 ~ 2018.6: 고성군 체육회 회장
- 2014.7 ~ 2018.6: 고성 향토장학회 이사장
- 2016: 한국신지식인협회 신지식인 선정

## 역대 선거 결과
|  | 42.73% |

|  | 49.84% |

|  | 31.30% |

|  | 43.09% |

|  | 41.65% |

|  | 40.26% |

|  | 44.56% |

| 전임 황종국 (권한대행)박흥용 | 제35대 강원도 고성군수(민선) 2014년 7월 1일 ~ 2018년 6월 30일 | 후임 이경일 |